# Золотовский сельсовет (Тамбовская область)
Золотовский сельсовет — муниципальное образование (сельское поселение) в составе Ржаксинского района Тамбовской области.
Административный центр — село Золотовка.

## История
В соответствии с Законом Тамбовской области от 17 сентября 2004 года № 232-З установлены границы муниципального образования и статус сельсовета как сельского поселения.

## Население
| 2010  | 2012  | 2013  | 2014  | 2015  | 2016  | 2017  |
| ----- | ----- | ----- | ----- | ----- | ----- | ----- |
| 1232  | ↘1194 | ↘1177 | ↘1129 | ↘1088 | ↘1084 | ↘1061 |
| 2018  | 2019  | 2020  | 2021  |       |       |       |
| ↘1037 | ↘1013 | ↘996  | ↘945  |       |       |       |

## Состав сельского поселения
| №  | Населённый пункт | Тип населённого пункта       | Население |
| -- | ---------------- | ---------------------------- | --------- |
| 1  | Андреевка        | деревня                      | 4         |
| 2  | Берёзовка        | деревня                      | 41        |
| 3  | Болотниково      | деревня                      | ↘126      |
| 4  | Егорьевка        | деревня                      | 66        |
| 5  | Золотовка        | село, административный центр | ↘139      |
| 6  | Калиновка        | деревня                      | ↘131      |
| 7  | Новая Золотовка  | посёлок                      | 8         |
| 8  | Ржаксо-Ивановка  | посёлок                      | 20        |
| 9  | Серебряное       | деревня                      | ↘253      |
| 10 | Спасские Выселки | деревня                      | 9         |
| 11 | Траковка         | деревня                      | ↘175      |

### Упразднённые населённые пункты
Ранее в состав сельсовета входил ныне упраздненный посёлок Иноковка.
В 2015 году упразднена деревня Никольское.
Деревня Фёдоровка.